# Un centesimo di secondo
Pour plus de détails, voir Fiche technique et Distribution.
Un centesimo di secondo est un film dramatique italien réalisé par Duccio Tessari et sorti en 1967.

## Synopsis
Le film, le seul dans lequel apparaît le champion de ski alpin Gustav Thöni, a été tourné immédiatement après sa retraite de la compétition et s'inspire librement de l'histoire tragique de Leonardo David et de sa descente de Kitzbühel lors de la coupe du monde 1975, dans laquelle Thöni a terminé deuxième derrière Franz Klammer pour seulement un centième de seconde.

## Fiche technique
- Titre original italien : Un centesimo di secondo[1] (litt. « Un centième de seconde »)
- Réalisation : Duccio Tessari
- Scenario : Duccio Tessari, Massimo De Rita
- Photographie : Cristiano Pogany
- Montage : Raimondo Crociani
- Musique : Stelvio Cipriani
- Décors : Giacinto Burchiellaro
- Production : Giuliano Martini
- Société de production : Cine Laser
- Pays de production :  Italie
- Langue originale : Italien
- Format : Couleurs
- Durée : 90 minutes
- Genre : Drame
- Dates de sortie :
  - Italie : 1981 (visa délivré le 5 novembre 1981)

## Distribution
- Gustav Thöni
- Antonella Interlenghi
- Mario Cotelli
- Saverio Vallone
- Cesare Anzi
- Renato Antonili

## Accueil critique
Éreinté par la critique, le film a également été mal accueilli dans les salles.